# 楊業功
楊業功（1945年—2004年7月），中國人民解放軍第二炮兵第52基地原司令員，少将军衔。

## 生平
1963年8月於湖北省应城县（今应城市）入伍，1966年2月加入中國共產黨，歷任戰士、班長、排長、參謀、作訓處長、旅長，基地副參謀長、副司令員、司令員等職。
先后榮立二等功一次、三等功兩次。2003年當選為第十屆全國人大代表。2004年7月因積勞成疾病逝。
擔任第52基地司令員期間，與黨委们精心謀劃，精心組織，部隊力量建設、戰場建設、軍事訓練、人才培養和裝備配套等方面取得顯著成績，部隊戰鬥力得到快速提高。對導彈部隊事業執著追求，工作扎實深入，每年有100多天到部隊檢查指導，每個新建陣地都是親自勘察、選點，所有點位都熟記於心。即使在病重期間仍然牽挂部隊建設，直到生命最后一息。除此之外，杨业功还一手培育出了高津、周亚宁两位中国人民解放军上将。
楊業功生平事跡經中央各大新聞媒體廣泛報導後，引起社會強烈共鳴。中央軍委主席胡錦濤追授楊業功「忠誠履行使命的模範指揮員」榮譽稱號。其畫像與張思德、董存瑞、黃繼光、邱少雲、雷鋒、蘇寧、李向群等7名英模畫像並列懸掛在各連級單位俱樂部。楊業功還榮獲感動中國2005年十大人物。

## 外部連結
- 新華網 （页面存档备份，存于）
- 人民網 （页面存档备份，存于）
- 央視國際 （页面存档备份，存于）
- 中國廣播網 （页面存档备份，存于）